# Перша програма ЦТ
«Перша програма ЦТ» (також — «ЦТ-1») — основна загальносоюзна, інформаційна, суспільно-політична, пізнавальна та художня загальносоюзна програма Центрального телебачення СРСР. Редакції та студії телеканалу розташовувалися в телецентрі Останкіно (АСК-1).

## Історія

### 1939—1967. Становлення
Московський телецентр (МТЦ) вів передачі з 1939 (до цього з 1931 МРТУ вело телемовлення на середніх хвилях, яке було припинено в 1941 році). 22 березня 1951 року для підготовки та випуску його власних передач та замовлення виробництва телефільмів та телевистав (раніше транслювалися тільки кінохроніка, художні та документальні кінофільми) була створена Центральна студія телебачення (ЦСТ), а за МТЦ залишилася тільки технічна частина підготовки передач та поширення передач за допомогою радіохвиль у Москві та Московській області, а сам він був переданий Міністерству зв'язку СРСР, але в 1960 році повернутий Держтелерадіо СРСР. 1951 року у Києві було встановлено лише 622 телевізори, наступного 1952 р. кількість телевізорів перевищила 3,5 тис., а в 1957 р. — понад 80 тис. телевізорів.
З 1 січня 1955 року мовить щодня увечері. 14 лютого 1956 року від початку ведення ЦСТ двопрограмного телемовлення стала вважатися Першою програмою.
У 1956 році почала виходити програма «Останні новини», з липня 1956 року — двічі на день, у 1960 році стала називатися «Новини». З 1 травня цього ж року студія стала вести трансляції різних заходів. В 1962 році був переданий репортаж з борту космічних кораблів «Восток-3» та «Восток-4», що започаткувало космічне телебачення.
Протягом 1955—1960 років програма охопила мовленням центральну частину країни: у 1955 році програма почала ретранслюватися в Калінінській області, 1956 року — в Українській РСР (Київщина) та масово по території Російської РФСР: у Володимирській, Рязанській, Тульській, у 1957 році — у Ярославській, Калузькій та Смоленській, у 1958 році — в Іванівській, Костромській та Воронезькій, у 1959 році — в Орловській, Курській та Білгородській, у 1960 році — у Тамбовській, Липецькій, Ростовській та Брянській областях.
Протягом першого кварталу 1961 року населення Української РСР придбало 75 000 телевізорів.
У 1960—1967 роках мовлення Першої програми було поширене на області європейської частини СРСР, де програма Центрального телебачення (ЦТ) стала покривати вже існуючу програму місцевої студії: в 1960 році в Ростовській області, в 1961 році в Горьківській і Вологодській області, Мордовській АРСР, в 1962 році — в Чуваській та Північно-Осетинській АРСР, Татарській АРСР, в 1963 році — в Удмуртській АРСР, Курганській та Псковської області, в 1964 році — в Куйбишевській області, в 1965 році — в Пензенській, Саратовській області, Дагестанській та Карельській АРСР, в 1966 році — в Башкирській АРСР та Оренбурзькій області, у 1967 році в Кіровській області.
У цей період з'явилася ціла низка програм, які на довгі роки стали флагманами радянського телебачення: «Здоров'я» (з 1960 р.), «Клуб мандрівників» (з 1960 р.), «КВК» (з 1961 р.), «Блакитний вогник» (з 1962 р.), «Кінопанорама» (з 1962 р.), «Музичний кіоск» (з 1962 р.), «Сільська година» (з 1963 р.), «Будильник» (з 1965 р.), «Кабачок „13 стільців“» (з 1966 р.), та інші. У 1960-ті роки розпочався випуск телевізійних художніх фільмів (до цього на ТБ показували лише кінофільми, які спочатку демонструвалися в кінотеатрах). Спочатку телефільми були односерійними, а потім з'явилися багатосерійні. Першим багатосерійним телефільмом став 4-серійний « Викликаємо вогонь на себе» (1965 р.).

### 1967—1985. Роки застою та розквіт ЦТ
З 2 листопада 1967 року мовлення програми охопило всю територію СРСР за допомогою телевізійної супутникової мережі «Орбіта» ; при цьому в Сибіру, на Далекому Сході, у ряді областей Казахстану та Середньої Азії почала мовити самостійна програма «Орбіта», що формувалась із передач «Першої програми ЦТ».
У тому ж 1967 року Центральному телебаченню було передано новий апаратно-студійний комплекс у телецентрі «Останкіно», що мав 10 апаратно-студійних блоків, 4 апаратно-студійні блоки телекіно і кілька апаратних відеозаписів. Поява великої кількості АСК призвела до появи безлічі нових тематичних передач — «Служу Радянському Союзу!» (з 1967 р.), « У світі тварин» (з 1968 р.), «Міжнародна панорама» (з 1969 р.), «Людина і закон» (з 1970 р.), «Від щирого серця» (c 1971 р.), «Пісня року» (з 1971 р.), «Очевидне — неймовірне» (з 1973 р.), " 9 студія " (з 1974 р.), «Ранкова пошта» (з 1974 р.), «АБВГДейка» (з 1975 р.), «Що? Де? Коли?» (з 1975 р.), «У гостях у казки» (з 1976 р.), «Довкола сміху» (з 1978 р.), «До 16 і старше…» (з 1983 р.).).
У 1968 році замість Відділу виробництва фільмів при ЦТ було засновано госпрозрахункову державну установу «Творче об'єднання „Екран“», що здійснювало виробництво та замовлення виробництва телефільмів іншими кіно- та телестудіями. Поява 4 АСК телекіно призвело до збільшення кількості випусканих ТО «Екран» власних телефільмів («Тіні зникають опівдні», «Сімнадцять миттєвостей весни», «Вічний поклик», « Слідство ведуть ЗнатокІ», «Народжена революцією», «ТАРС уповноважений заявити»). та інші), а також до початку випуску дитячих та мультиплікаційних телефільмів.
Поширення репортажних установок призвело до появи в 1968 році великої інформаційної програми, що отримала назву «Час», а також нових тематичних передач і збільшення випуску телефільмів. Поява кількох апаратних відеозаписів призвела до сильного скорочення прямих передач, якими залишилися лише передачі дикторського тексту, а також трансляції окремих заходів та спортивних змагань. Сам Московський телецентр (МТЦ) став Загальносоюзним телецентром (ОТЦ), (пізніше став називатися «Телевізійний технічний центр імені 50-річчя Жовтня»), його передавальна частина була перепідпорядкована Міністерству зв'язку і стала Загальносоюзною радіотелевізійною станцією, що передає.
25 січня 1971 року Держтелерадіо СРСР за системою «Орбіта» запустило дубль «Першої програми ЦТ» — програму «Схід»: вона призначалася для Уралу, Середньої Азії та частини Казахстану та враховувала різницю часових поясів (+2 години від московського часу). Станом на 1975 рік в Україні телебаченням було охоплено: Першою програмою — 88 % населення, Республіканською — 72 %, об'єднаною програмою — 17 %. У березні 1972 року в Українській РСР офіційно було запроваджене двопрограмне телемовлення — перший канал передавав програми з Москви, другий — призначався для республіканського контенту.
З 1 січня 1976 року ЦТ запустило ще три дублі «Першої програми ЦТ» (програми «Орбіта-1,-2,-3») спеціально для східних територій СРСР з тимчасовим зрушенням +8, +6 та +4 години.
На колегії Держкомітету СРСР з телебачення й радіомовлення, що проходила 1 жовтня 1981 року було озвучено проблему, що охоплення населення Української РСР телевізійним мовлення «залишається недостатнім. Дотепер близько 5 млн жителів не мають можливості дивитися першу програму Центрального телебачення, а 14 млн — республіканську програму. Другу програму Центрального телебачення можуть дивитися тільки 20 відсотків населення». У 1984 році охоплення мовлення «Першої програми ЦТ» досягло 92 % населення СРСР.

### 1985—1991. Роки перебудови та захід сонця ЦТ
У другій половині 1980-х років. знову стали з'являтися прямі телепередачі — «12 поверх» (1985—1987 рр.). У цьому ж році, «Взгляд» (1987—1991), «Прес-клуб» тощо). Водночас почала змінюватися інформаційна служба — у 1986 році з'явилася ранкова інформаційна програма «60 хвилин», у 1987 році перейменована на «90 хвилин», а пізніше на «120 хвилин», ще пізніше — «Ранок», у 1989 році була створена інформаційна програма «Телевізійна служба новин», яка виходила в ефір щодня пізно ввечері, провідними якої стали провідні програми «120 хвилин», інформаційно-аналітична програма «7 днів» (наступного року її випуск було припинено), провідними якою стали Едуард Сагалаєв та Олександр Тихомиров.
1988 року для продажу передач іншим телеорганізаціям і закупівлі телепередач у них було створено Зовнішньоторгове об'єднання «Совтелеекспорт», а для здійснення обміну передачами з ними — фірма «Совтелевідео». Італійське рекламне агентство Pubitalia-80 отримало право на розміщення реклами «Прогрес, інформація, реклама», що проводилася Головною редакцією науково-популярних та просвітницьких програм ЦТ, за його підтримки на ЦТ з'явилася телевікторина «Щасливий випадок». Також Головна дирекція програм ЦТ була реорганізована на Генеральну дирекцію програм ЦТ, ТО «Екран» у ТПО «Союзтелефільм».
Частиною співробітників Головної редакції програм для молоді ЦТ було засновано телекомпанію ВІD та Авторське телебачення (АТВ), для закупівлі передач у якої замість самої редакції було створено відповідно студію «Експеримент» та «Нову студію», яка отримала статус юридичної особи та право на розміщення реклами в рамках передач, яке переходило до телекомпанії ВІD та АТВ в обмін на підготовлені передачі, трохи пізніше статус юридичних осіб отримали Головна редакція інформації ЦТ та Головна редакція телепрограм для Москви та Московської області, реорганізовані відповідно до Студії інформаційних програм (1 листопада того ж року була ліквідована, а замість неї було створено Інформаційне телевізійне агентство) та Студія московських програм. Серед інших телекомпанія ВІD стала готувати телевікторину «Поле чудес» (неліцензований аналог американської телегри « Wheel of Fortune»), яка незабаром стала однією з найпопулярніших передач.
8 лютого 1991 року замість Державного комітету СРСР з телебачення та радіомовлення була створена Всесоюзна державна телевізійна та радіомовна компанія (Всесоюзна ДТРК), що поєднувала в собі права державного органу та державного підприємства, голова якої повинен був призначатися Президентом СРСР (ним став Леонід Кравченко, програми «ТСН», «Погляд», «Прес-клуб», «До і після опівночі» були закриті). Проте вже 27 серпня його було звільнено з посади новим головою Всесоюзної ДТРК було призначено Єгора Яковлєв, а першим заступником голови та генеральним директором — Едуард Сагалаєв, після чого колектив програми «Телевізійна служба новин» повернувся до Всесоюзної ДТРК, а вихід в ефір програм «Взгляд», «Прес-клуб», «До і після опівночі» був відновлений.
Під час спроби державного перевороту за розпорядженням самопроголошеного ДКПП всі телеканали Всесоюзної ДТРК відмовилися від звичайної ефірної сітки, замінивши всі програми (за винятком інформаційних) показом балету П. І. Чайковського «Лебедине озеро».
27 серпня 1991 року новим головою Всесоюзної ДТРК був призначений Єгор Яковлєв, а першим заступником голови та генеральним директором — Едуард Сагалаєв. Колектив програми «Телевізійна служба новин» повернувся на «Першу програму ЦТ», на його базі було створено нову інформаційну службу каналу, (отримало назву Інформаційне телевізійне агентство, директором був призначений Борис Непомнящий, раніше старший редактор програми «Час», головним редактором Олег Добродєєв) До якої увійшла частина колективу новин Всесоюзної ДТРК.

### Закриття
«Перша програма ЦТ» припинила своє існування 27 грудня 1991 у зв'язку з розпадом СРСР та ліквідацією Всесоюзної ДТРК. На цій частоті почав мовлення «1 канал Останкіно», що належав РДТРК «Останкіно». Указ Президента Росії від 27 грудня наказував ліквідацію Всесоюзної ДТРК та створення на її основі Російської національної телевізійної та радіомовної компанії «Останкіно» (РДТРК «Останкіно»), головою її був призначений голова Всесоюзної ДТРК Є. В. Яковлєв. У січні-березні 1992 року замість Генеральної дирекції програм ЦТ, тематичних студій, творчих об'єднань та головних редакцій ЦТ було створено Дирекцію програм РДТРК «Останкіно», тематичні студії та творчі об'єднання РДТРК «Останкіно». Однак у друкованому зведенні програм передач до лютого вказувалася назва телеканалу, що використовувалася з 16 травня 1957 по 15 вересня 1991 року.

## Програми
Включала передачі, що висвітлюють найважливіші події політичного, економічного, культурного життя СРСР та за кордоном, трансляції святкових та урочистих зборів, демонстрацій, мітингів трудящих, урядових зустрічей та інших великих політичних заходів, репортажі з космосу.
Основні передачі
- інформаційні («Час» та «Новини»),
- інформаційно-публіцистичні («Міжнародна панорама», «Співдружність», «Радянський Союз очима зарубіжних гостей», «Служу Радянському Союзу», «Щоденник соцзмагання», «Сільська година», «Подвиг», «Наука сьогодні», «Слово вченому»), «Людина і закон», документальні кінофільми різних кіностудій СРСР, документальні телефільми, проведені Творчим об'єднанням «Екран», кіно- та телестудіями на його замовлення),
- художньо-публіцистичні («Бесіди про літературу» та «Кінопанорама»),
- художні (телевізійні прем'єри та повторні телевізійні покази вітчизняних художніх кінофільмів, прем'єрні та повторні покази художніх та мультиплікаційних телефільмів, проведених Творчим об'єднанням «Екран» та кіно- та телестудіями на його замовлення; покази іноземних телефільмів — наприклад, польський серіал « ЧЧотири танкісти і пес» та англійський серіал "Сага про Форсайти "[43]),
- театральні та телевізійні спектаклі, естрадні та телевізійні музичні концерти, гумористичні концерти, музичні концерти самодіяльних колективів, музичні та гумористичні концертні передачі, такі як «Блакитний вогник»,
- дитячі («Зустрічі зі знатними людьми», «Костер», «Будильник», телевізійні прем'єри та повторні телевізійні покази дитячих художніх кінофільмів Центральної кіностудії дитячих та юнацьких фільмів, мультиплікаційних фільмів кіностудії «Союзмультфільм», художніх кінофільмів покази дитячих художніх та мультиплікаційних телефільмів, прем'єрні та повторні покази дитячих телевистав),
- молодіжні («Випробуй себе» та інші),
- науково-популярні («Клуб кіноподорожей», «Світ тварин», «Очевидне — неймовірне», «Людина. Земля. Всесвіт» та «Здоров'я»),
- навчальні передачі (виходили з початку 1955 року, першими навчальними програмами були цикли передач «Автомобіль» та «Про походження життя на Землі»[43] ; існувала постійна рубрика «На допомогу школі», що включала телеуроки для школярів; у 1965 році з навчальних передач був створений окремий канал — «Третя (навчальна) програма ЦТ», що за тематикою була освітньою[84]),
- трансляції спортивних змагань[4].

Програмна сітка телеканалу у будні дні складалася із слотів, у яких виходили передачі, націлені на ту чи іншу категорію глядачів. Станом на 1979 рік виділялися:
- Ранковий блок (8:00-12:00) — включав передачі для тих, хто працював позмінно, для учнів другої зміни, для дошкільнят, пенсіонерів, домогосподарок тощо.
- З 12:00 до 14:00 була перерва у мовленні. Після перерви виходили документальні та пізнавальні програми, орієнтовані не тільки на школярів, а й на широку аудиторію глядачів. Потім йшли передачі для молоді та юнацтва.
- О 18:00 розпочиналася основна вечірня програма, розрахована на широку аудиторію.

У вихідні дні денної перерви у мовленні не було, а програми, що виходили в ефір, були орієнтовані на найширшу аудиторію.

## Хронологія назв телеканалу
| Дата                             | Назва                                                         |
| -------------------------------- | ------------------------------------------------------------- |
| 22 березня 1951 — 13 лютого 1956 | Центральна студія телебачення (ЦВТ)                           |
| 14 лютого 1956 — 15 травня 1957  | Перша програма ЦСТ                                            |
| 16 травня 1957 — 27 грудня 1991  | Перша програма ЦТ (з 16 вересня 1991 — також Перший канал ЦТ) |

## Думки
- Федір Раззаков, російський письменник та журналіст:

|  | На відміну від нинішнього російського телебачення, радянське ставило собі за мету виховати гармонійну, морально відповідальну людину, до того ж розумну. Одних освітніх та навчальних телепрограм у СРСР було більше десятка. Причому вони охоплювали найрізноманітнішу аудиторію — від найменших громадян до літніх людей.. |